# AK-19突击步枪

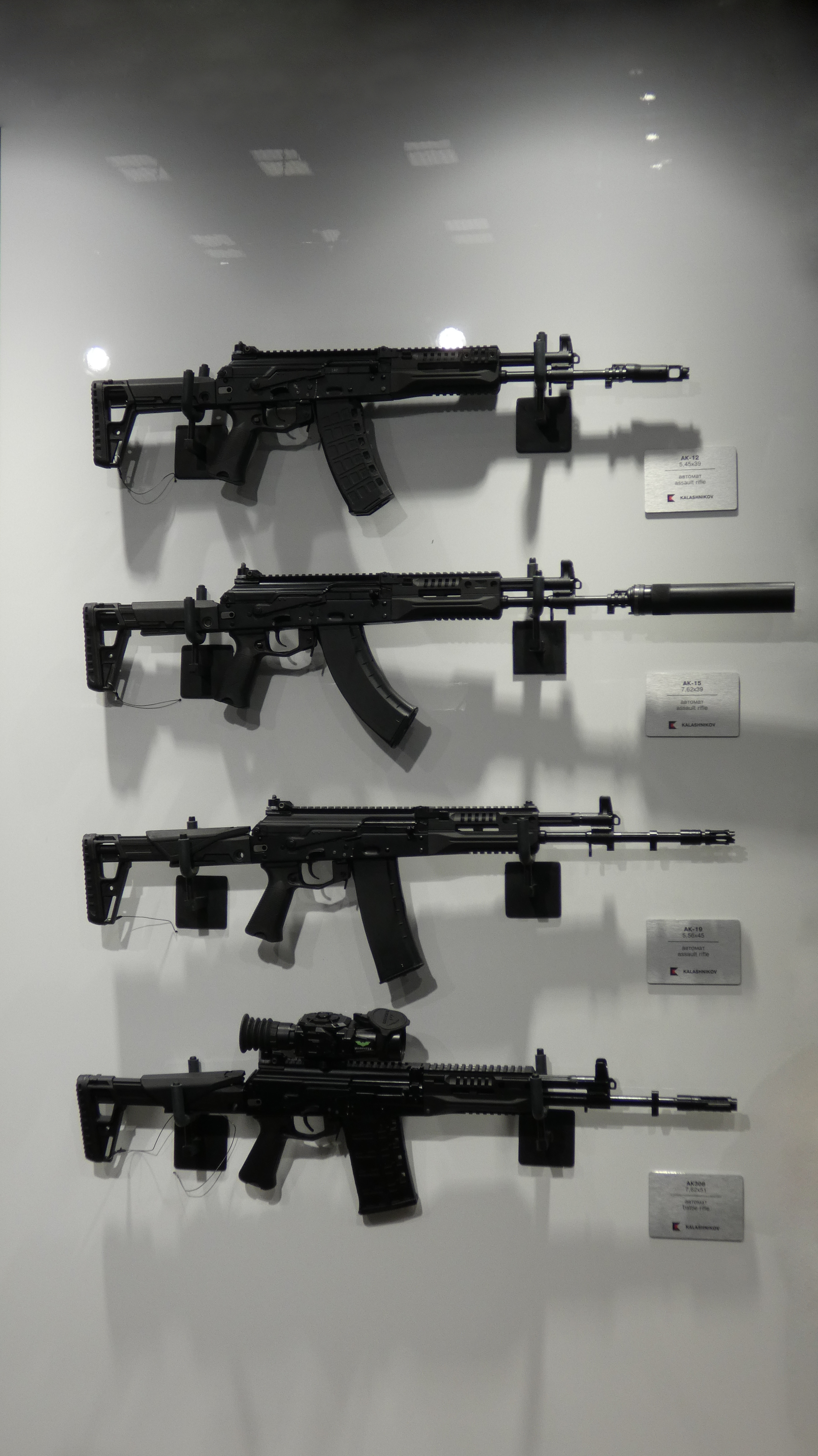
卡拉什尼科AK-19突击步枪

AK-19（俄语：АК-19，意为：卡拉什尼科夫2019年自动步枪）是卡拉什尼科夫公司为国际市场设计的突击步枪，它基于AK-12平台，采用5.56×45毫米北约口径子弹。AK-19最先在ARMY-2020展览会上出现，于2020年8月发布。

## 设计
AK-19 具有重新设计的聚合物L形枪托、手枪式握把和扳机护环，以及新的回旋式照门。AK-19带有鸟笼式消焰器，带有可快拆式抑制器的插槽。该步枪的重量为3.5千克，枪管长度为415毫米，全长 935毫米，标准弹匣容量为30发。